# Luxury Liner
| Recensione                        | Giudizio        |
| --------------------------------- | --------------- |
| AllMusic                          | [ 3 ]           |
| Robert Christgau                  | B               |
| The New Rolling Stone Album Guide | [ 5 ]           |
| Sputnikmusic                      | 4.1 (Excellent) |
| Dizionario del Pop-Rock           | [ 7 ]           |
| 24.000 dischi                     | [ 8 ]           |

Luxury Liner è un album country della cantante statunitense Emmylou Harris, considerato uno dei suoi capolavori. Fu il secondo album consecutivo dell'artista (dopo Elite Hotel) a piazzarsi al primo posto nelle classifiche country di Billboard.

## Tracce
Lato A
1. Luxury Liner – 3:41 (Gram Parsons)
2. Pancho & Lefty – 4:50 (Townes Van Zandt)
3. Making Believe – 3:37 (Jimmy Work)
4. You're Supposed to Be Feeling Good – 4:01 (Rodney Crowell)
5. I'll Be Your San Antone Rose – 3:43 (Susanna Clark)

Lato B
1. (You Never Can Tell) C'est la vie – 3:27 (Chuck Berry)
2. When I Stop Dreaming – 3:15 (Ira Louvin, Charlie Louvin)
3. Hello Stranger – 3:59 (A.P. Carter)
4. She – 3:15 (Gram Parsons, Chris Ethridge)
5. Tulsa Queen – 4:47 (Emmylou Harris, Rodney Crowell)

- Brano A2, sull'ellepì originale il titolo è riportato come Poncho & Lefty, mentre nella ristampa su CD reca il titolo (comunemente accettato) di Pancho & Lefty.

Edizione CD del 2004, pubblicato dalla Warner Bros. Records (R2 78110)
1. Luxury Liner – 3:41 (Gram Parsons)
2. Pancho & Lefty – 4:50 (Townes Van Zandt)
3. Making Believe – 3:37 (Jimmy Work)
4. You're Supposed to Be Feeling Good – 4:01 (Rodney Crowell)
5. I'll Be Your San Antone Rose – 3:43 (Susanna Clark)
6. (You Never Can Tell) C'est la vie – 3:27 (Chuck Berry)
7. When I Stop Dreaming – 3:15 (Ira Louvin, Charlie Louvin)
8. Hello Stranger – 3:59 (A.P. Carter)
9. She – 3:15 (Gram Parsons, Chris Ethridge)
10. Tulsa Queen – 4:47 (Emmylou Harris, Rodney Crowell)
11. Me and Willie – 5:16 (Laurie Hyde-Smith) – Bonus Track
12. Night Flyer – 3:35 (Johnny Mullins) – Bonus Track

## Musicisti
Luxury Liner
- Emmylou Harris - voce
- Albert Lee - chitarra elettrica
- Brian Ahern - chitarra elettrica
- Hank De Vito - chitarra pedal steel
- Glen D. Hardin - pianoforte
- Rick Skaggs - fiddle
- Emory Gordy - basso
- John Ware - batteria
- Herb Pedersen - supporto vocale

Pancho & Lefty
- Emmylou Harris - voce
- Albert Lee - chitarra elettrica
- Glen D. Hardin - pianoforte
- Mickey Raphael - armonica
- Hank De Vito - chitarra pedal steel
- Brian Ahern - chitarra acustica
- Rick Cunha - chitarra acustica
- Ricky Skaggs - mandolino
- Emory Gordy - basso
- John Ware - batteria
- Rodney Crowell - supporto vocale
- Albert Lee - supporto vocale

Making Believe
- Emmylou Harris - voce
- Albert Lee - chitarra elettrica
- Brian Ahern - chitarra acustica
- Rodney Crowell - chitarra acustica
- Ricky Skaggs - fiddle
- Mike Auldridge - dobro
- Glen D. Hardin - pianoforte
- Emory Gordy - basso
- John Ware - batteria
- Herb Pedersen - supporto vocale

You're Supposed to Be Feeling Good'
- Emmylou Harris - voce
- James Burton - chitarra elettrica
- Brian Ahern - chitarra elettrica
- Albert Lee - chitarra acustica
- Rodney Crowell - chitarra acustica
- Glen D. Hardin - pianoforte elettrico
- Hank De Vito - chitarra pedal steel
- Mickey Raphael - armonica
- Emory Gordy - basso
- John Ware - batteria

I'll Be Your San Antone Rose
- Emmylou Harris - voce, chitarra acustica
- Rodney Crowell - chitarra acustica
- Albert Lee - chitarra elettrica
- Hank De Vito - chitarra pedal steel
- Glen D. Hardin - pianoforte
- Emory Gordy - basso
- John Ware - batteria
- Fayssoux Starling - supporto vocale
- Rodney Crowell - supporto vocale

(You Never Can Tell) C'est la vie
- Emmylou Harris - voce
- Albert Lee - chitarra elettrica
- Rodney Crowell - chitarra elettrica
- Brian Ahern - chitarra acustica
- Hank De Vito - chitarra pedal steel
- Glen D. Hardin - pianoforte
- Ricky Skaggs - fiddle
- Emory Gordy - basso
- John Ware - batteria
- Dianne Brooks - supporto vocale
- Albert Lee - supporto vocale

When I Stop Dreaming
- Emmylou Harris - voce
- Brian Ahern - chitarra acustica
- Hank DeVito - chitarra pedal steel
- Mike Auldridge - dobro
- Glen D. Hardin - pianoforte
- Mickey Raphael - armonica
- Emory Gordy - basso
- John Ware - batteria
- Dolly Parton - supporto vocale
- Fayssoux Starling - supporto vocale
- Glen D. Hardin - conduttore e arrangiamenti strumenti ad arco

Hello Stranger
- Emmylou Harris - voce, chitarra acustica
- Brian Ahern - chitarra acustica
- Albert Lee - mandolino
- Ricky Skaggs - fiddle
- Hank De Vito - chitarra pedal steel
- Rodney Crowell - chitarra high strung
- Glen D. Hardin - pianoforte elettrico
- Mickey Raphael - armonica basso
- Emory Gordy - basso
- John Ware - batteria
- Nicolette Larson - armonie vocali
- Fayssoux Starling - supporto vocale

She
- Emmylou Harris - voce
- Albert Lee - chitarra elettrica
- Rick Cunha - chitarra acustica
- Brian Ahern - chitarra acustica
- Hank De Vito - chitarra pedal steel
- Glen D. Hardin - pianoforte
- Ricky Skaggs - fiddle
- Emory Gordy - basso
- John Ware - batteria

Tulsa Queen
- Emmylou Harris - voce, chitarra acustica
- Rodney Crowell - chitarra acustica
- Brian Ahern - chitarra acustica
- James Burton - chitarra elettrica
- Hank De Vito - chitarra pedal steel
- Mickey Raphael - armonica
- Glen D. Hardin - pianoforte elettrico
- Emory Gordy - basso
- John Ware - batteria
- Fayssoux Starling - supporto vocale
- Herb Pedersen - supporto vocale[9]

Me and Willie
- Emmylou Harris - voce
- Brian Ahern - chitarra acustica
- Barry Tashian - chitarra acustica
- Michael Henderson - chitarra slide
- Steve Fishell - chitarra steel
- Wayne Goodwin - mandolino
- Don Johnson - pianoforte
- Mike Bowden - basso
- Don Heffington - batteria
- John Randall - accompagnamento vocale

Night Flyer
- Emmylou Harris - voce
- Barry Tashian - chitarra acustica
- Brian Ahern - chitarra acustica, basso
- Steve Fishell - chitarra steel
- Wayne Goodman - mandolino
- Don Johnson - pianoforte
- Mike Bowden - basso
- Don Heffington - batteria
- Delia Bell - voce
- John Randall - accompagnamento vocale

Note aggiuntive
- Brian Ahern - produttore (per la Happy Sack Productions)
- Registrato (e mixato) al Enactron Truck (Studio Mobile)
- Brian Ahern - ingegnere delle registrazioni
- Bradley Hartman - ingegnere delle registrazioni
- Donivan Cowart - ingegnere delle registrazioni
- Miles Wilkinson - ingegnere delle registrazioni
- Stuart Taylor - ingegnere delle registrazioni
- Ed Thrasher - fotografie e design
- Ringraziamenti speciali a: Glen D. Hardin e Bob Hunka[9]

## Classifica
Album
| Anno | Classifica         | Posizione raggiunta |
| ---- | ------------------ | ------------------- |
| 1977 | Top Country Albums | 1                   |

Singoli
| Anno | Titolo del brano                  | Classifica        | Posizione raggiunta |
| ---- | --------------------------------- | ----------------- | ------------------- |
| 1977 | (You Never Can Tell) C'est la vie | Hot Country Songs | 6                   |
| 1977 | Making Believe                    | Hot Country Songs | 8                   |